# NGC 2466
NGC 2466 је спирална галаксија у сазвежђу Летећа риба која се налази на NGC листи објеката дубоког неба.
Деклинација објекта је - 71° 24' 39" а ректасцензија 7h 45m 15,6s. Привидна величина (магнитуда) објекта NGC 2466 износи 12,8 а фотографска магнитуда 13,5. NGC 2466 је још познат и под ознакама ESO 59-18, IRAS 07456-7117, PGC 21714.